# Ibrutinib
Ibrutinib (Hersteller: AbbVie; in der EU von Janssen vermarktet) ist ein Arzneistoff aus der Gruppe der Tyrosinkinase-Inhibitoren, der unter dem Handelsnamen Imbruvica u. a. zur Behandlung der chronischen lymphatischen Leukämie (CLL) sowie des Mantelzelllymphoms eingesetzt wird.

## Entwicklung und klinische Studien
Ibrutinib ist ein – ursprünglich von Pharmacyclics entwickelter – oral einzunehmender Tyrosinkinase-Inhibitor, der die Bruton-Tyrosinkinase (BTK) hemmt. Diese spielt eine zentrale Rolle bei der intrazellulären Signalübertragung in B-Lymphozyten. Das klinische Einsatzgebiet von Ibrutinib sind daher maligne B-Zell-Erkrankungen, im engeren Sinne B-Zell-Non-Hodgkin-Lymphome, aber auch Autoimmunerkrankungen, bei denen B-Zellen eine Rolle spielen, wie die Rheumatoide Arthritis.
Pharmacyclics wurde 2015 von Abbvie gekauft.
Ibrutinib (damals noch unter dem Namen PCI-32765) wurde als Designer drug zur Hemmung von BTK erstmals 2007 synthetisiert. Die Substanz zeigte eine hohe in-vitro-Wirksamkeit gegen Lymphom-Zellen und gelangte schließlich in die klinische Testung. In zwei großen Therapiestudien, die im New England Journal of Medicine publiziert wurden, zeigte Ibrutinib Wirksamkeit bei intensiv vorbehandelten Patienten mit therapierefraktärer chronischer lymphatischer Leukämie (CLL) bzw. mit Mantelzelllymphom. Aufgrund dieser Studienergebnisse beurteilte die US-amerikanische Food and Drug Administration (FDA) das Medikament mit dem Prädikat breakthrough („Durchbruch“), was ein beschleunigtes Zulassungsverfahren zur Folge hat (siehe auch Break Through Therapy). Ibrutinib wurde am 13. November 2013 von der FDA für die Behandlung des Mantelzelllymphoms zugelassen. Der Handelsname in den Vereinigten Staaten lautet Imbruvica. Ibrutinib wurde im Februar 2014 von der FDA für die Behandlung der CLL zugelassen.
Nach den Ergebnissen der im Dezember 2015 veröffentlichten RESONATE-2-Studie war Ibrutinib auch in der Erstlinientherapie der CLL (d. h. bei nicht vorbehandelten Patienten) der Therapie mit Chlorambucil überlegen (gemessen am Gesamtüberleben, progressionsfreien Überleben).
Eine im April 2015 publizierte Studie zeigte eine sehr gute Wirkung von Ibrutinib bei Patienten mit Makroglobulinämie Waldenström. Die Studie umfasste 63 Patienten, die mindestens eine vorangegangene Behandlung erhalten hatten und rezidiviert waren. Bei mehr als 90 % der Patienten war die Behandlung wirksam, bei 73 % sehr gut wirksam.

## Zulassungsstatus

### In den USA
Im August 2017 erfolgte durch die FDA die sechste Zulassung für Ibrutinib: Graft-versus-Host-Reaktion. Damit sind insgesamt in den USA folgende Indikationen zugelassen:
- Chronische lymphatische Leukämie (CLL),
- small lymphocytic lymphoma (SLL),
- Morbus Waldenström (WM),
- vorbehandeltes Mantelzelllymphom (MCL) als Einzelsubstanz,
- vorbehandelte marginal zone lymphoma (MZL) und
- vorbehandelte chronische Graft-versus-Host-Reaktion (cGVHD).

### In der EU
Im Juli 2014 empfahl der Ausschuss für Humanarzneimittel der Europäischen Arzneimittel-Agentur (EMA) Ibrutinib zur Zulassung für die Indikation Chronische Lymphatische Leukämie (CLL). Ibrutinib erhielt zudem eine Empfehlung zur Zulassung für die Indikation Mantelzelllymphom.
In der EU sind folgende Indikationen zugelassen:
- Chronische lymphatische Leukämie (CLL) in der Erstlinientherapie als Einzelsubstanz,
- vorbehandeltes Mantelzelllymphom (MCL) als Einzelsubstanz und
- vorbehandelter Morbus Waldenström als Einzelsubstanz (WM)